# انریکو روسی شوونه
انریکو روسی شوونه (انگلیسی: Enrico Rossi Chauvenet؛ زادهٔ ۴ ژوئن ۱۹۸۴) بازیکن فوتبال اهل ایتالیا است.
از باشگاه‌هایی که در آن بازی کرده‌است می‌توان به باشگاه فوتبال هلاس ورونا، باشگاه فوتبال اینتر میلان، باشگاه فوتبال ونتزیا، باشگاه فوتبال پادوا، باشگاه فوتبال مونتسا، و باشگاه فوتبال یو. اس. پرگولیتزه اشاره کرد.
وی همچنین در تیم ملی فوتبال زیر ۲۱ سال ایتالیا بازی کرده‌است.